# Дар'їно (Курська область)
Дар'їно (рос. Дарьино) — село в Суджанському районі Курської області Російської Федерації.
Населення становить 144 особи. Входить до складу муніципального утворення Свердликовська сільрада.

## Географія
Знаходиться на правому березі річки Снагість.

## Історія
Населений пункт розташований на території українського етнічного та культурного краю Східна Слобожанщина.
Від 2004 року входить до складу муніципального утворення Свердликовська сільрада.
З 6 серпня 2024 року село контролюється ЗСУ.

## Населення
| 2002 | 2010 |
| ---- | ---- |
| 174  | ↘144 |